# 박상희 (1905년)
박상희(朴相熙, 1905년 9월 10일 ~ 1946년 10월 6일)는 한국의 공산주의자, 독립운동가, 언론인이다.
경상북도 칠곡군 약목면 출신이며, 본관은 고령(高靈)이다. 대한민국 대통령을 역임했던 박정희가 그의 동생이고 정치인 김종필은 그의 맏사위이다.
일제강점기에 신간회, 1934년 조선중앙일보의 지국장, 1935년 동아일보 기자 등 언론인으로 활동하였다. 일제강점기 1940년대 여운형이 결성한 건국동맹에서 활동하기도 하였다. 해방 후에는 건국준비위원회 구미지부를 창설 하였고, 1946년에는 민주주의민족전선 선산군지부 사무국장을 맡아 활동하였다. 대구 10.1사건 중 경찰의 총격을 받고 사망했다.

## 생애

### 독립운동
박상희는 1905년 9월 10일 경북 칠곡군 약목면에서 태어났으며, 아버지는 박성빈, 어머니는 백남의이다. 박상희가 9살 때인 1914년 가족과 함께 선산 구미면 상모리(현.경북 구미시 상모사곡동)로 이사갔고, 그로부터 3년 뒤에 박정희가 태어난다.
1920년 구미보통학교에 입학하였다. 박상희는 구미보통학교의 초기 학생이었다. 박정희의 증언에 의하면 처음 3년간은 4년제로 운영하면서 학무관들이 구미면 내의 가정을 방문해 가며 아이들의 취학을 유도했다 하며, 박상희도 이 무렵 학교를 다니게 된다. 박정희는 대통령 시절의 수기 '나의 소년시절'에서 '어려운 생활속에서도 어머니께서는 상희 형을 학교에 보냈다'고 회상하였다.
1923년 4년제였던 구미보통학교 졸업을 했다가 학제 개편에 맞춰 5학년에 편입을 하고, 1925년 최종졸업을 한다. 그는 향학열을 가슴에 묻고 있다가 1929년 다시 대구사범고등학교 시험에 응시하여 낙방하였다. 1970년 무렵에 당시 청와대 공보비서관이던 김종신이 박정희에게 '박상희씨가 대단한 수재였다던데요'라고 하자 박정희는 형은 대구사범 1회에 입학시험을 쳤다가 떨어졌다며 다소 퉁명스럽게 대답하기도 했다.
1920년대 말 박상희는 선산청년동맹의 준비위원과 상무위원을 겸직하고, 1928년 집행위원직으로 올라간다. 1927년 2월에 비타협적 민족주의자와 사회주의자들이 결집해 결성한 신간회 창립 후에는 신간회 간부로 항일활동에 앞장섰다. 1931년 신간회가 해소되자, 1934년 항일민족지 ‘조선중앙일보’에 입사하여 대구지국장을 맡는다. 이듬해 1935년 동아일보의 구미지국장 겸 주재기자로 옮겨 활동했다. 박정희는 띠동갑이었던 친형 박상희를 가장 잘 따랐으며 존경 했다.
1944년에는 황태성과 같이 건국동맹의 일원으로 가담해 활동하다가 경찰에 체포된 상태에서 광복을 맞았다. 한편 박정희의 만주행을 반대하였다 하며, 박정희가 본처 김호남과 이혼하는 것을 반대하여 박정희를 설득, 훈계하였으나 듣지 않았다 한다.

### 광복 후
8·15광복 이후 박상희의 영향력은 대단하였다. 이는 일제강점기때 조선중앙일보, 동아일보 등 언론인으로 구미지국장 겸 주재기자로 일했고 신간회 간부로서 항일투쟁에 앞장섰던 경력이 작용한 것이었다. 건국준비위원회의 구미지부를 창설하였고, 이어 인민위원회 지부의 내정부장을 역임하였다.
1945년 11월 전국인민위원회 대표자회의에 선산대표로 참가하게 된다.
1946년 민주주의민족전선 선산군지부 사무국장을 맡는다. 신탁통치가 결정되자 박상희는 신탁통치 반대운동도 지도하였다. 그러나 김일성, 박헌영 등 공산주의자들이 모스크바 삼상회의 지지의 입장으로 돌아서버리자 그는 침묵을 선택했다.

### 10.1 대구 사건
10.1 대구 항쟁은 광복 직후 잘못된 미군정의 식량정책과 친일세력들의 복직, 친일 경찰들의 식량 강탈, 콜레라 확산, 신탁통치 반대운동, 조선공산당의 총파업 선동의 연속으로 경북도민들의 미군부와 이승만 정권을 향한 불만이 지속되던 가운데 친일출신 경찰들이 파업시위에 발포를 하며 발발된 전국적 규모의 반정부 시위이다.
1945년 가을 풍년을 기록했으나, 이듬해 초부터 전국에서 쌀값이 천정부지로 뛰고 돈이 있어도 구하지 못하는 식량위기가 발생했다. 미군정이 도입한 ‘미곡 자유시장’제와 최고가격제에 편승한 모리배들의 매점매석이 가장 큰 원인이었다. 1946년 7월 6일 밤 굶주린 군중들이 부산의 식량배급소에 난입하는 사건도 있었다. 또한 같은해 봄에 식량부족 사태의 책임을 물어 해당 부서 관리의 목숨을 위협하는 협박편지 한 통이 미군 정보당국의 서신 검열 과정에서 발견되기도 하였다. 그래서 10월1일 대구인민들의 시위를 ‘기아 데모’라고 부르기도 한다.
한편 조선공산당 측은 소련군정 스티코프의 자금을 동원하여 남한의 9월 총파업을 선동하였다. 1946년 9월 말에 일어난 파업사태는 경부 지역 민간인들의 쌓여있던 반정부 감정 폭발의 매개체가 된 것이다. 이들의 파업을 지지하는 군중데모가 발생하자 친일 경찰이 진압과정 중 시위대에 발포를 하며 사상자가 발생했고, 성난 군중은 주변 경찰서들을 습격하여 경찰관 및 당시 경부도지사로 의임된 김의균, 대구공소원장(지금의 고등법원장) 이호정, 대구지방검사장 한규용, 함승호, 오완수 등 일제 강점기에 판사를 역임한 조선총독부 출신 관리들의 집 86채를 박살내었다. 그렇게 처음 노동 운동으로부터 시작되었던 시위는 점차 항일/항미 운동 색깔을 띄게 되었다.
미군정은 대구·경북지역 남로당원들이 ‘폭동의 배후’라고 주장했다. 하지만 경북지역 남로당원들은 폭동이 최악의 사태로 치닫는 것을 오히려 막으려 했다. 그것은 박상희(朴相熙)의 죽음에서도 확인할 수 있다. 당시 민주주의민족전선 선산지부 사무국장이던 박상희는 구미에 머물면서 대구의 사태를 예의주시하고 있었다. 그해 10월3일 시위를 하던 민간인들이 선산경찰서를 습격하자, 박상희는 시위대를 설득해 갇혀 있던 경찰들을 무사히 피신시켰다.

### 사망
1946년 10월 3일 구미에서도 2000명 가량의 군중이 들고 일어서 구미경찰서를 공격하며 경찰관과 우익인사들을 감금했다. 그러나 구미 경찰관들을 포함한 이들 대다수는 박상희의 도움으로 피신하게 되었는데, 구미사람들은 박상희 덕분에 유혈사태가 빚어지지 않았다고 얘기하고 있다. 다만, 박상희가 '구미 경찰서 습격'을 기획했는지, 아니면 사건 수습 과정에서 저절로 지도자가 됐는지는 확실치 않다.
'구미 경찰서 습격' 이틀 뒤인 10월 5일 새벽, 대구에 파견되었던 충청도 경찰 병력이 구미로 쳐들어왔다. 그러자 하루 전에 박성희의 중재로 석방된 백철상 서장이 그에게 "자네는 우리 생명을 구해준 사람이니까 우리가 보증을 서 겠네"라며 안심시켰다. 그러나 순간 서장실로 밀려든 경찰관들은 박상희를 향해 집중사격을 가했다.
박상희의 동생이자 박정희 대통령의 바로 위 누나인 박재희(朴在熙)씨는 이렇게 증언했다.
| “ | 나는 열병의 치료를 한다고 누워 지낼 때였습니다. 새벽이었는데, 새까만 옷을 입은 경찰들이 저의 집에 들이닥쳤어요. 나를 보고 상희씨와 어떻게 되느냐고 묻길래 동생 된다고 했더니, 걱정 말라고 안심을 시킨 뒤 오빠가 공의한테서 치료를 받고 있다고 해요. 남편이 놀라서 뛰어나가려니까, 한 경찰관이 지금이 어느 때인데 그렇게 나가려고 하느냐면서, 서장한테 같이 가면 통행증을 끊어 주겠다고 해요. 남편이 나갔다가 곧 이불에 둘둘 말린 피투성이의 오빠를 업고 왔어요. 숨은 붙어 있는데 정신은 없습디다. 총 세 발을 맞았다는데 옆구리와 배꼽 밑의 상처는 제 눈으로 봤지요. 제가 녹두를 달여 그 물을 떠먹이는데 한 모금만 마시고는 곧 숨이 넘어갔지요. 대구 폭동이 났을 때 오빠는 구미 경찰관들이 안 다치도록 어떤 창고로 피신시키고 바깥에서 문을 잠갔고, 죽을 때도 그 열쇠를 갖고 있었대요. 죽기 직전에 경찰서장과 같이 있었는데, 서장이 이제는 집으로 가도 괜찮을 것 이라고 했답니다. 그래서 바깥으로 나서는데 경찰관들이 덮치길래 논두렁으로 피했다가 총을 맞았답니다. 총을 쏜 경찰관들이 오빠를 업고 공의한테 데리고 가서 의사에게 치료를 명령하더랍니다. 오빠는 가족을 불러 달라고 했고, 내가 좋은 일을 했는데 왜 죽어야 하느냐는 말도 하더랍니다. | ” |

박상희의 큰딸 박영옥씨는 2010년 7월15일 구미 박상희 묘역에서 열린 추모비 제막식에서 다음과 같이 발언했다.
| “ | 63년 전 돌아가신 아버님은 동분서주하시면서 독립운동을 하시다가 수많은 옥고를 치르셨고, 돌아가시던 1946년 10월5일에도 시위대에 둘러싸인 경찰관이 위태롭다는 전언을 듣고 경찰관을 구하러 가셨다가 변을 당하셨다. 이런데도 불구하고 아버님은 좌익이니, 우익이니, 공산활동을 했느니 하는 부당한 평가에 시달리며 지금까지 지내 왔다. 별세하신 지 60년이 지나도록 묘비 하나 없이 싸늘한 땅에 누워 계셨다. | ” |

## 가족 관계
- 부친 : 박성빈(朴成彬,1871년 6월 6일(음력 4월 19일) ~ 1938년 9월 4일)
- 모친 : 백남의(白南儀, 1872년 9월 22일(음력 8월 20일) ~ 1949년 8월 12일)
  - 형 : 박동희(朴東熙, 1895년 ~ 1972년)
  - 형 : 박무희(朴武熙, 1898년 ~ 1960년)
  - 누나 : 박귀희(朴貴熙, 1902년 ~ 1974년)
  - 여동생 : 박재희(朴在熙, 1913년 ~ 1996년)
  - 남동생 : 박정희(朴正熙) - 김호남과 결혼 후 이혼, 육영수와 재혼
  - 부인 : 조귀분(趙貴粉, 1908년 12월 16일(음력 11월 23일) - 1993년 11월 14일)*
    - 장남 : 박준홍(朴埈弘, 1947년 1월 26일 - 정치인)

  - 며느리 : 윤경님(1956년 ~ ), 윤응렬(尹應烈)의 딸
    - 친손자 : 박순용(朴舜鏞, 1984년 - )
    - 친손녀 : 박주영(1986년 - )

  - 장녀 : 박영옥(朴榮玉, 1929년 10월 30일(음력 9월 28일) ~ 2015년 2월 21일)
  - 사위: 김종필(金鍾泌, 1926년 1월 7일 ~ 2018년 6월 23일)
    - 외손녀 : 김예리(金禮利, 1951년 9월 7일)
    - 외손자 : 김진(金進, 1961년 9월 3일 ~ , 미국) - 환경무역업 운영

  - 차녀 : 박계옥(朴桂玉, 1937년 ~ )
  - 사위 : 김용태(金龍泰) - 청와대 경호실 근무
    - 외손녀 : 김영혜
    - 외손녀 : 김영란
    - 외손자 : 김병규
    - 외손녀 : 김지현

  - 삼녀 : 박화자(朴花子, 1940년 ~ 2007년)
  - 사녀 : 박금자(朴金子, 1942년 ~ )
  - 사위 : 반기언(瀋琪彦, 1942년 ~ )
    - 외손자 : 반승재(瀋承宰, 1967년 ~ )
    - 외손자 : 반정하(瀋政河, 1970년 ~ )
    - 외손녀 : 반정현(瀋政賢, 1975년 ~ )

  - 오녀 : 박설자(朴雪子, 1945년 ~ )
  - 사위 : 김희용(金熙湧, 1942년 ~ ) - 벽산그룹 부회장, 벽산그룹 창업주 김인득(金仁得)의 차남 
    - 외손자 : 김태식(金泰植, 1973년~)
    - 외손녀 : 김소원(金小源, 1978년~)
    - 외손자 : 김식(金植, 1979년~)

## 같이 보기
- 황태성
- 여운형
- 건국동맹
- 건국준비위원회
- 조선중앙일보
- 대구 10·1 사건
- 구미 사건
- 박정희
- 김종필